# Ivoorkust op de Olympische Zomerspelen 1964
Ivoorkust debuteerde op de Olympische Zomerspelen tijdens de Olympische Zomerspelen 1964 in Tokio, Japan. Pas in 1984 zou de eerste medaille worden gewonnen.

## Deelnemers en resultaten
(m) = mannen, (v) = vrouwen 

### Atletiek
| Olympiër            | Discipline             | Resultaat | Prestatie                                                                                        |
| ------------------- | ---------------------- | --------- | ------------------------------------------------------------------------------------------------ |
| Gaoussou Koné       | 100m (m)               | 6e        | serie 3: 1ste in 10,5 kwartfinale 1: 4de in 10,4 halve finale 2: 2de in 10,4 finale: 6de in 10,4 |
| Yoyaga Coulibaly    | 400m (m)               | 44e       | serie 5: 7de in 48,8                                                                             |
| Denos Adjima Beche  | 1500m (m)              | 33e       | serie 1: 7de in 3.53,5                                                                           |
| Simara Demeble Maki | 110m horden (m)        | 35e       | serie 2: 8ste in 15,3                                                                            |
| Jean Ekonian Toffey | 3000m steeplechase (m) | 29e       | serie 1: 9de in 9.47,4                                                                           |
| Jean Ekonian Toffey | kogelstoten (m)        | 20e       | kwalificatie: 20ste met 16,59m                                                                   |
| Jean Ekonian Toffey | discuswerpen (m)       | 23e       | kwalificatie: 24ste met 46,43m                                                                   |

### Boksen
| Olympiër          | Discipline | Resultaat | Prestatie                                                                                     |
| ----------------- | ---------- | --------- | --------------------------------------------------------------------------------------------- |
| Gabriel Achy Assi | -60kg (m)  | 17e       | 1ste ronde: vrij 2de ronde: V van CAN Palmer: 2-3                                             |
| Boniface Hie Toh  | -67kg (m)  | 17e       | 1ste ronde: V van DEN Pedersen: 2-3                                                           |
| Firmin Nguia      | -81kg (m)  | 17e       | 1ste ronde: W van AUS Casey: 3-2 2de ronde: V van TCH Polacek: scheidsrechterlijke beslissing |

Afghanistan · Algerije · Argentinië · Australië · Bahama's · België · Bermuda · Birma · Bolivia · Brazilië · Brits-Guiana · Bulgarije · Cambodja · Canada · Ceylon · Chili · Colombia · Congo-Brazzaville · Costa Rica · Cuba · Denemarken · Dominicaanse Republiek · Duits eenheidsteam · Ethiopië · Filipijnen · Finland · Frankrijk · Ghana · Griekenland · Groot-Brittannië · Hongarije · Hongkong · Ierland · IJsland · India · Irak · Iran · Israël · Italië · Ivoorkust · Jamaica · Japan · Joegoslavië · Kameroen · Kenia · Libanon · Liberia · Libië · Liechtenstein · Luxemburg · Madagaskar · Maleisië · Mali · Marokko · Mexico · Monaco · Mongolië · Nederland · Nederlandse Antillen · Nepal · Nieuw-Zeeland · Niger · Nigeria · Noord-Rhodesië · Noorwegen · Oeganda · Oostenrijk · Pakistan · Panama · Peru · Polen · Portugal · Puerto Rico · Roemenië · Senegal · Sovjet-Unie · Spanje · Taiwan · Tanganyika · Thailand · Trinidad en Tobago · Tsjaad · Tsjecho-Slowakije · Tunesië · Turkije · Uruguay · Venezuela · Verenigde Arabische Republiek · Verenigde Staten · Vietnam · Zuid-Korea · Zuid-Rhodesië · Zweden · Zwitserland